# Alexander Makowsky
Alexander Makowsky (17. prosince 1833 Svitavy – 30. listopadu 1908 Brno) byl moravský botanik, geolog a paleontolog německé národnosti.

## Životopis
Alexander Makowsky se narodil 17. prosince 1833 ve Svitavách. Vystudoval gymnázium v Olomouci a v Brně a v letech 1854–1858 studoval na německém technickém učilišti v Brně s názvem K.k. technische Lehranstalt (C.k. technické učiliště). Poté působil jako učitel v Olomouci (1858–1864) a v Brně (1864–1868). V letech 1873–1905 byl profesorem geologie a mineralogie na Německé vysoké škole technické v Brně a v letech 1878–1879 také jejím rektorem. V roce 1905 se stal čestným občanem Brna. Na počátku své kariéry se věnoval botanickým studiím, později se jeho zájmy přesunuly do oblasti geologie, paleontologie a prehistorie. Do jeho výzkumů byly zahrnuty studie o lidech a zvířatech pleistocenní éry Moravy. Spolu s geologem a archeologem Antonem Rzehakem vytvořil v roce 1883 geologickou mapu okolí Brna (Geologische Karte der Umgebung von Brünn). Jeho jméno připomíná vyhynulý obojživelník z rodu discosauriscus Makowskia laticephala.

## Studium bludných balvanů, sopek a meteoritu
Alexander Makowsky patřil také mezi jedny z prvních badatelů bludných balvanů a zabýval se jimi již v roce 1866. V roce 1882 se zmiňuje o četných výskytech bludných balvanů ve Svinově (část Ostravy) poblíž soutoku řek Opavy a Odry, kde popsal jejich typický zaoblený tvar a rýhy. Balvany byly využity při stavbě železnice. Povětšinou se jednalo o hrubozrnný nebo jemnozrnný načervenalý granit a menší výskyt jemnozrnné ruly nebo kvarcitu.

V roce 1882 odvezl po železnici ze Svinova do Brna 11 místních bludných balvanů o celkové hmotnosti necelých 5 tun, které byly umístěny v parku u Německé vysoké školy technické. Největší z těchto balvanů měl hmotnost 1300 kg. Všech 11 bludných balvanů se později nakonec podařilo nalézt, takže jsou dnes umístěny na dvou místech v Brně: jsou instalované v areálu Fakulty stavební Vysokého učení technického v ulici Veveří 95 a v Geoparku v areálu Přírodovědecké fakulty Masarykovy univerzity v ulici Kotlářské.

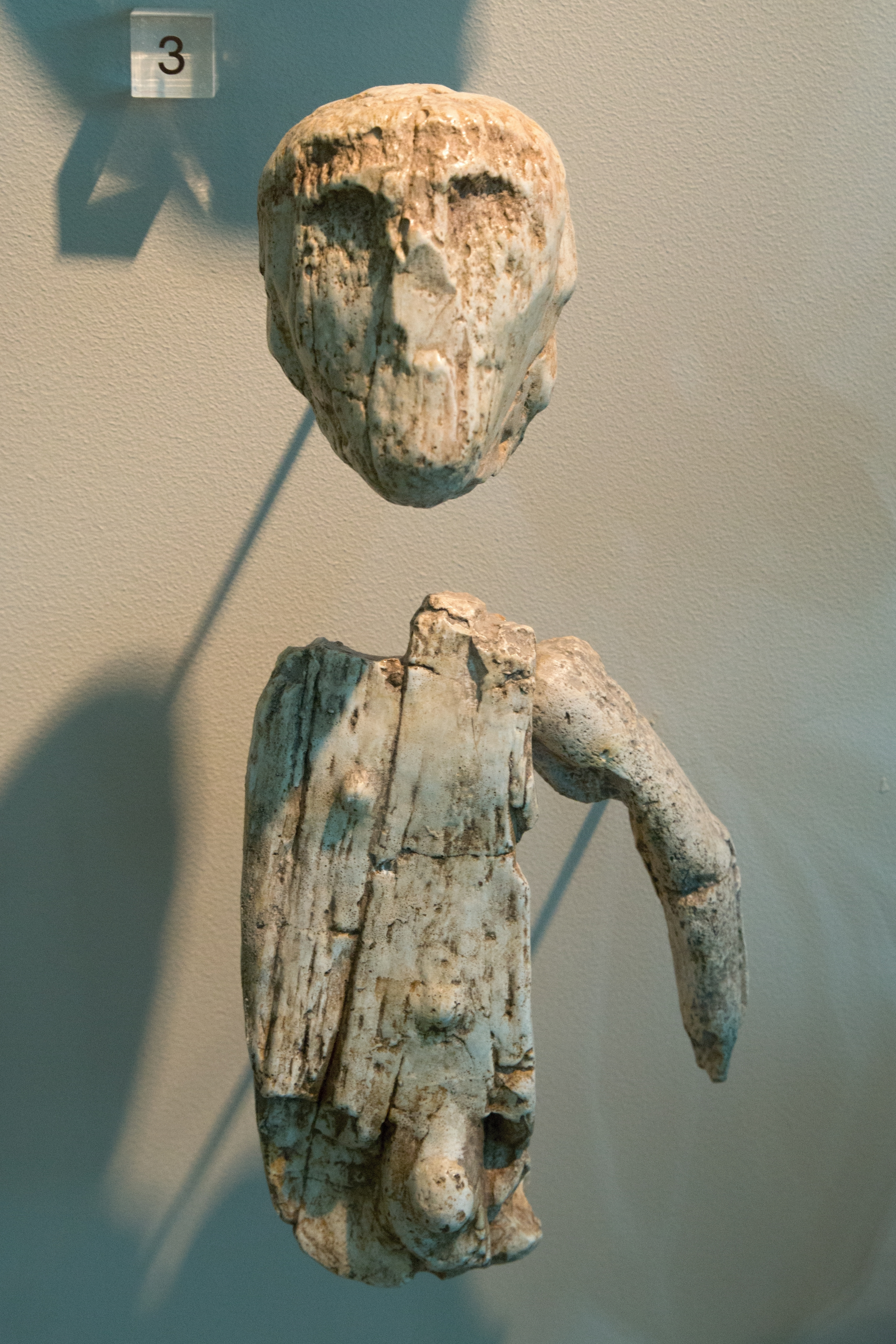
Soška Brněnského muže (pavilon Anthropos, Brno)

Ve Slezsku se, vedle bludných balvanů, zabýval také vyhaslými sopkami Nízkého Jeseníku.
Studoval také meteorit z Těšic.

## Archeologie
Alexander Makowsky byl přítomen objevu paleolitického hrobu ve Francouzské ulici v Brně, kde v roce 1891 nalezl vzácnou figurku muže z mamutoviny, tzv. soška Brněnského muže.